# Lac de Garde
Le lac de Garde (en italien : lago di Garda ou lago Benaco) est un lac des Alpes italiennes. Avec une superficie de 367 km2 et une profondeur maximale de 346 m, il est le plus grand lac d'Italie.

## Situation
Il est situé dans le nord de l'Italie, à mi-chemin entre Venise et Milan. Il se trouve dans une région alpine et a été formé par des glaciers à la fin du dernier âge glaciaire. Le lac est partagé entre les provinces de Vérone (au sud-est), Brescia (au sud-ouest) et Trente (au nord).

## Géographie
La superficie du lac de Garde est de 367 km2, sa longueur maximale de 51,6 km et sa plus grande largeur de 17,2 km, pour un périmètre de 158,4 km. Sa profondeur maximale est de 346 m, la profondeur moyenne de 137 m et l'altitude du plan d'eau de 65 m. La partie septentrionale du lac est longue et étroite, et entourée de montagnes, principalement celles appartenant au Monte Baldo. Sa forme est celle caractéristique d'une vallée fluviale : on estime en effet que cette partie du lac a été créée par l'action du Sarca, principal affluent contributeur du lac. La partie méridionale, plus large, est due au mouvement d'un glacier néozoïque, qui a également formé dans les environs de nombreuses collines morainiques. L'émissaire du lac est le Mincio, affluent du Pô.
Traditionnellement, les italiens distinguent deux zones : le « Haut-lac » (Alto Lago) au nord, un étroit couloir allongé entre deux falaises et le « Bas du lac » (Basso Lago), aux rives moins escarpées au sud d'une ligne Gardone Riviera / Torri del Benaco.
En été, la zône de l'Alto Lago est balayée au cours de la journée par des vents thermiques réguliers et puissants (de direction opposée au cours de la journée) qui se succèdent en une mécanique bien réglée : l'Orà et le Peler. Ce régime des vents très particulier a fait de la bourgade de Torbole un haut lieu de la pratique de la voile et de la planche à voile.

### Formation insulaire
Dans le lac, il y a cinq îles, toutes plutôt petites. La plus grande est l'île de Garde, sur laquelle saint François d'Assise a fondé en 1220 un monastère, détruit au XVIIIe siècle, et sur lequel se trouve aujourd'hui un palais du XIXe siècle de style néogothique vénitien. Un peu plus loin se trouve la deuxième plus grande île, l'île de San Biagio, également appelée « dei Conigli » car au XVIe siècle, il y avait de nombreux lièvres et lapins qui offraient une chasse abondante. L'île, située à l'extrémité sud-est du golfe de Manerba del Garda, se trouve à une courte distance de la côte et est accessible à pied pendant les périodes sèches.
Le long de la côte est, il y a trois autres îles, toutes de dimensions modestes, situées autour de Malcesine : la plus septentrionale est l'île de l'Olive, d'où l'on voit l'île du Songe, également accessible à pied depuis la côte pendant les périodes sèches. Enfin, la plus méridionale est l'île Trimelone.

## Hydrographie

### Niveau et température de l'eau

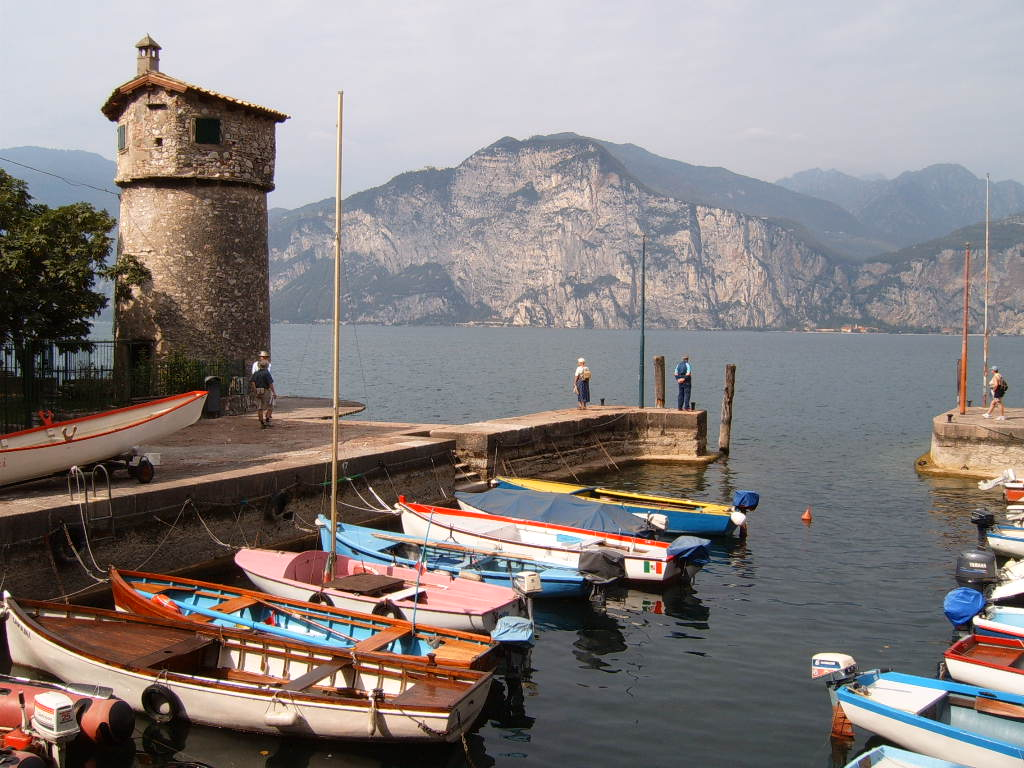
Cassone - La Torresela - Ai Vogaor.

Le niveau moyen du lac de Garde, située à 65 mètres d'altitude, subit des variations saisonnières assez limitées, en particulier si on la compare aux autres grands lacs préalpins : les fluctuations maximales sont de 1 à 1,5 mètre. Le caractère limité de ces variations est dû aux dimensions considérables du bassin comparées à celles du bassin versant qui l'alimente. La température moyenne de ses eaux de surface est de 12 °C, chutant à 8 °C à une profondeur de 100 mètres. Cependant, la température de surface de l'eau est sujette à des variations considérables tout au long de l'année : la température minimale en décembre est de 6 °C, tandis que la température maximale en août est de 27 °C.

### Orographie sous-marine
Le lac de Garde peut être idéalement divisé en deux parties : le bassin nord-ouest (environ 93 % du lac, avec une profondeur maximale de 346 mètres) et le bassin oriental (avec une profondeur maximale beaucoup moins importante, d'environ 79 mètres). La subdivision est justifiée par la présence d'une faille immergée entre Sirmione et la pointe San Vigilio, une barrière presque naturelle qui entrave l'homogénéité des eaux des deux zones. Ce relief submergé se termine dans la « Secca di Garda » (profondeur moyenne de 3 à 5 mètres) où un flotteur élastique et un pôle de signalisation approprié ont été placés. Au lieu de cela, la profondeur maximale se trouve approximativement devant la côte entre Castelletto et Brenzone.

### Phénomènes caractéristiques

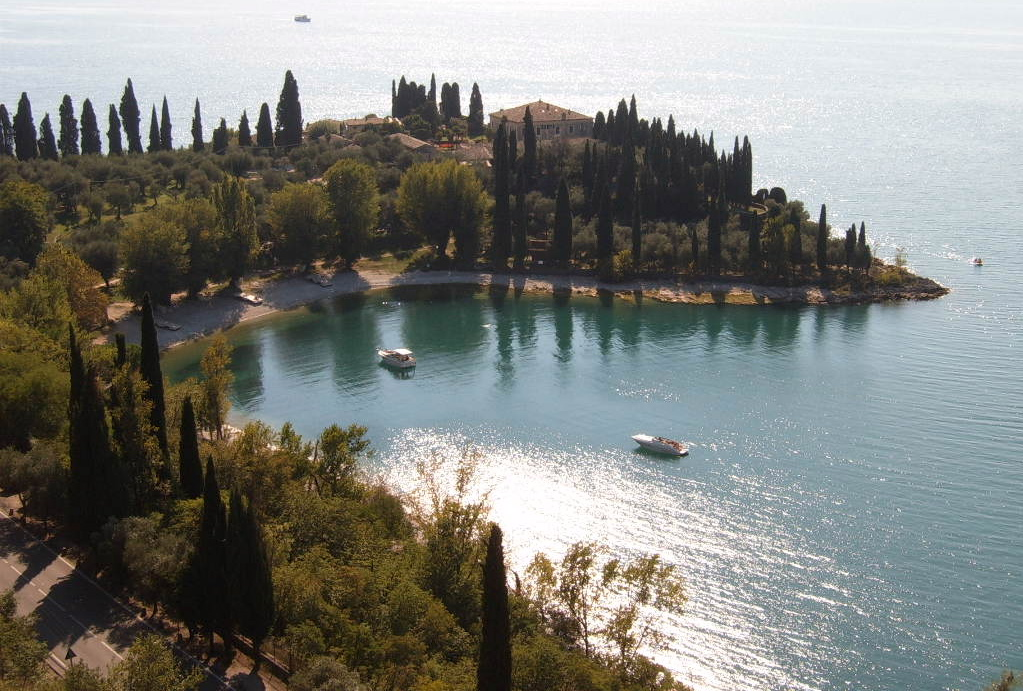
Pointe de San Vigilio et baie des Sirènes.

Un des phénomènes caractéristiques du lac est celui des seiches, une hausse soudaine du niveau d'eau du lac, en moyenne de 30 cm, liée à une chute soudaine de la pression atmosphérique. Il s'agit d'un événement qui se déroule dans des conditions de lac calme, qui se produisent sans avertissement et dont la durée peut varier de quelques minutes à quelques heures, voire une journée entière dans des cas exceptionnels.
Un autre phénomène récurrent est celui des courants, qui consiste en un mouvement d'une masse d'eau dans une direction différente de celle qui l'entoure. Généralement ce sont des courants sous-marins, mais ils peuvent devenir visibles à la surface à travers une sorte de rivière qui coule à la surface du lac avec une couleur plus claire que celle des eaux environnantes. Les courants ont des tendances et des vitesses assez différentes et se manifestent à des endroits et à des moments toujours différents, même si les endroits où ils apparaissent le plus souvent se trouvent dans les eaux en face de Garde, Bardolino, Lazise, entre Gargnano et la pointe de San Vigilio, au nord à Malcesine et à Limone sul Garda.
Les causes de ce phénomène sont les déséquilibres de température.

### Émissaires et affluents
La rivière Sarca, dont les sources sont alimentées par les Dolomites d'Adamello et de la Brenta, est le principal affluent des 25 affluents. La rivière, qui se jette dans le lac à proximité immédiate de Torbole, a formé la plaine inondable d'Arco. Les autres affluents mineurs sont ceux qui descendent des montagnes surplombant le lac : le Ponale, alimenté par le lac de Ledro, le Varone ou le Magnone, qui donne naissance aux cascades du Varone, le Campione, qui a formé la péninsule du même nom, le Toscolano, qui forme la large péninsule de Maderno, et le Aril ou Ri, qui, avec ses 175 mètres de longueur, est considéré comme le fleuve le plus court d'Italie et l'un des plus courts au monde,. L'Ari provient d'une source florissante située près de Cassone, alimentée par les aquifères du Monte Baldo qui, en raison de sa nature karstique, donne également lieu à de nombreuses sources sous-marines.
L'approvisionnement du lac est presque entièrement contrôlé par l'homme en raison de la construction du barrage de Valvestino, du barrage de Ledro, des déversements contrôlés par le lac de Molveno et de la construction du canal de l'Adige et du tunnel Adige-Garda, qui est toutefois utilisé exclusivement en cas de crue exceptionnelle du fleuve. Le seul émissaire du lac, le Mincio, est également contrôlé par l'écluse de Salionze.
Le débit modeste du seul émissaire (en moyenne 58,4 m3/s) comparé au volume important d'eau contenu dans le bassin lacustre crée une condition de stase, de sorte que les eaux restent dans le lac en moyenne 26,8 années. La lenteur du remplacement est la cause de la limpidité des eaux du lac, même si aujourd'hui l'augmentation du nombre de colonies, la pollution et les bateaux à moteur ont considérablement réduit la qualité de l'eau.

### Sources thermales
Parmi les sources sous-marines du lac de Garde, la plus connue est la Boiola, dont les particularités sont les attributs thermiques sodium-soufre qui confèrent à cette eau de bonnes qualités thérapeutiques. La source coule à environ 300 mètres de la côte est de la péninsule de Sirmione, à une profondeur de 17 mètres. Jusqu'au XIXe siècle, la source libérait des bulles à plusieurs endroits et sans interruption qui remontait à la surface, d'où émanait une intense odeur de soufre. La source a été acheminée pour la première fois en 1889 par un tube qui transportait l'eau thermale jusqu'à la surface du lac. De ce jet sortent 245 litres d'eau par seconde à une température de 63 °C. Grâce à cette canalisation qui amène ensuite l'eau thermale au rivage, la ville devient au XXe siècle une station thermale populaire.
L'eau qui coule de cette source trouve son origine dans les profondeurs du mont Baldo, où, à plus de 800 mètres d'altitude, s'accumule une eau météorique. L'eau suit ensuite un chemin durant une vingtaine d'années au cours desquelles elle descend à plus de 2 100 mètres au-dessous du niveau de la mer, et s'enrichit en minéraux. Sa température augmente jusqu'à 69 °C. Elle est classée comme eau minérale et bactériologiquement pure, et encore comme brome sulfureux et iode (car elle contient une quantité importante de soufre sous la forme d'hydrogène sulfuré, de sodium, de brome et d'iode). Elle contient également une grande quantité d'oligo-éléments.

## Climat
Le climat particulièrement doux a favorisé la croissance de certaines plantes méditerranéennes, dont l'olivier. On y trouve même des citronniers, phénomène remarquable à 46° de latitude nord. Cela a contribué à faire du lac de Garde une importante destination touristique internationale, particulièrement depuis la fin de la Seconde Guerre mondiale. Dans l'Antiquité, des poètes tels que Catulle ont chanté les louanges du « lacus benacus », le « lac bénéfique », au doux climat vivifié par les vents.

### Vents
Le lac de Garde est orienté nord-sud. Ainsi, de nombreux vents typiques sont le résultat d'une différence de conditions atmosphériques entre le bas lac et le haut lac, ce qui génère des vents qui descendent des montagnes vers la plaine le matin et l'inverse l'après-midi. Le goulot d'étranglement formé par le bassin lacustre conditionne le souffle des vents, dont beaucoup sont périodiques ou même quotidiens. Ceux-ci prennent des noms dialectaux, de sorte qu'un même vent peut avoir différents noms.
Le vent le plus connu est le Pelèr (ou Sover, ou Sauar, ou Soar, ou Vént dé Sóra, de « en haut »), car il est souvent assez fort et, de ce fait, recherché par les amateurs de voile. C'est un vent descendant qui affecte pratiquement tout le lac, même s'il est beaucoup plus intense dans le lac supérieur et moyen, car après Torri del Benaco, le lac s'élargit. Il souffle dès les premières heures de la nuit, mais devient plus fort avec le lever du soleil, en raison de l'augmentation de la température, et souffle jusqu'à midi environ. Parmi les autres brises de montagne, on peut citer Montis (ou Montes), qui souffle de Monte Baldo vers Bardolino et Peschiera, et Traersù, qui descend des contreforts de Brescia vers Moniga et Manerba.
Les autres vents importants, en l'occurrence ascendants, sont l'Ora del Garda, une brise de vallée qui souffle du sud peu de temps après la chute de Sover jusqu'au coucher du soleil. Le lac de Garde moyen et supérieur est particulièrement intéressant, car le vent y acquiert de la vitesse en raison de l'effet Venturi, en raison de la conformation en forme d'entonnoir du lac et des montagnes environnantes, et de l'Ander, qui investit toute la partie inférieure de la Garda.
Le Balì est un vent froid périodique qui souffle généralement au printemps ou à l'automne et d'une durée moyenne de trois jours : il s'agit du vent le plus violent qui frappe le lac. Il nait dans les Alpes mais est dirigé vers le sud depuis le lac. Parmi les vingt autres périodiques, il y a le Vinessa (ou Vinezza ou Vicentina) qui souffle humide et froid du sud-est. Les autres vents périodiques, mais moins fréquents, sont le Toscano (ou Toscà), le Pezzochero, la Gardesana, le Boaren et l'Avres.
Le Lac de Garde est un haut lieu des sports de voile. L'activité se concentre à l'extrémité nord du lac , dans le « couloir de Torbole » où un rétrécissement et de hautes falaises côté Est accentuent l'effet Venturi  . En été , l'alternance des vents de Nord (Peler) et de sud (Ora ) favorisent les sports comme le dériveur, le catamaran de sport, la planche à voile , le Fun -Board, le Kite surf, le Windfoil et le Wing-foil .

## Histoire

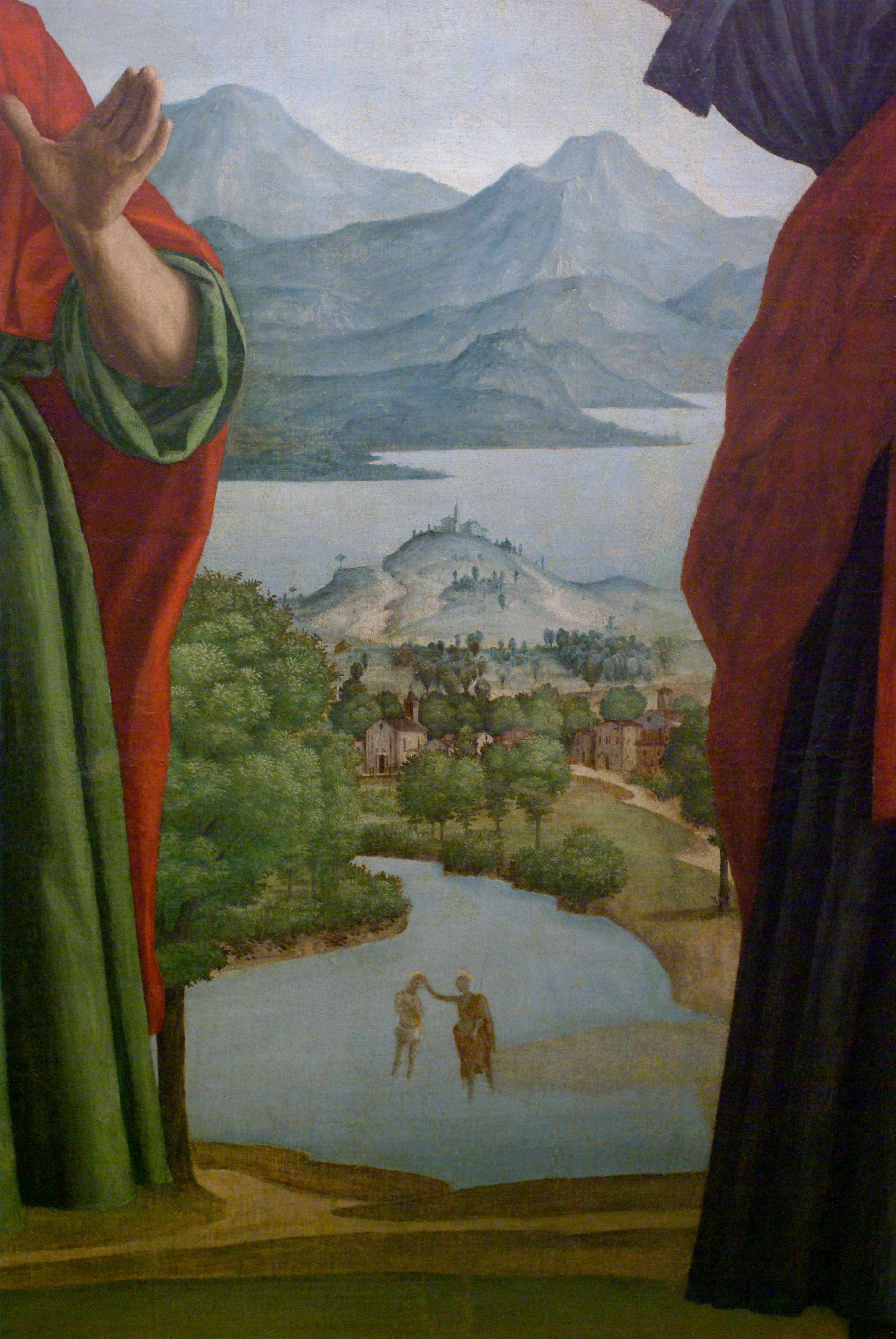
Madonna della quercia, peinture commencée en 1533, Girolamo dai Libri.

Les rives du lac ont été la scène de la bataille du lac Benacus, qui a vu l'Empire romain s'imposer face aux Alamans en l'an 268.
En 1387, à la suite de la défaite d'Antonio della Scala, toute la région de Garda fut soumise aux Visconti ; dès 1405, la rive orientale passa aux mains de la république de Venise, tandis que la rive occidentale resta affligée par les luttes entre guelfes et gibelins. En 1426, les Visconti perdirent Brescia et la rive ouest du lac, qui passa ainsi aux mains de Venise : réunies sous le drapeau de la république de Venise, les 34 municipalités Benacense obtinrent une large autonomie. La guerre revint en 1438, à cause de la lutte entre Venise et Milan : un événement exceptionnel, rappelé sous le nom de Galeas per montes, fut le passage d'une flotte composée de six galères et de vingt-cinq navires sur les pentes du Monte Baldo, tiré par 2 000 bœufs. Cette flotte a navigué sur Adige et a presque atteint Rovereto, d'où elle a été transportée au lac de Garde par voie terrestre à travers la vallée du lac de Loppio. La flotte a ensuite été utilisée pour contrer la milanaise et a eu son plus grand succès dans une bataille à Riva del Garda, qui a été suivie par la capitulation de la ville.
Du 29 septembre 1943 au 25 avril 1945, la petite ville de Salò, située au fond d'une anse de la rive ouest, fut le siège de la République sociale italienne de Mussolini.
On peut visiter à Gardone Riviera la villa-musée où le poète Gabriele D'Annunzio passa les dernières années de sa vie. Ce monument, le Vittoriale degli italiani, est étroitement lié à l'avènement du régime fasciste en Italie dans les années 1920.

## Communauté de communes du lac de Garde
Une communauté de communes, la Comunità del Garda, qui groupe 70 communes appartenant à quatre provinces, a pris en charge, avec surtout un rôle consultatif, la défense et la promotion globale du bassin du lac et de son arrière-pays, surtout pour les questions touchant à l'aménagement du territoire et l'environnement, la qualité des eaux et la navigation de plaisance, le tourisme et l'agriculture.
Les 70 communes concernées (liste à compléter) sont les suivantes :
- Province de Brescia
  - Desenzano del Garda, Gardone Riviera, Gargnano, Limone sul Garda, Manerba del Garda, Moniga del Garda, Lonato del Garda, Padenghe sul Garda, Puegnago del Garda, Salò, San Felice del Benaco, Sirmione, Soiano del Lago, Tignale, Toscolano-Maderno, Tremosine, Pozzolengo.

- Province de Vérone
  - Affi, Bardolino, Brenzone sul Garda, Caprino Veronese, Castelnuovo del Garda, Cavaion Veronese, Costermano, Garda, Lazise, Malcesine, Pastrengo, Peschiera del Garda, San Zeno di Montagna, Torri del Benaco, Valeggio sul Mincio.

- Province autonome de Trente
  - Arco, Nago-Torbole, Riva del Garda, Tenno.

- Province de Mantoue
  - Ponti sul Mincio, Monzambano.